# Diocèse catholique de Roskilde

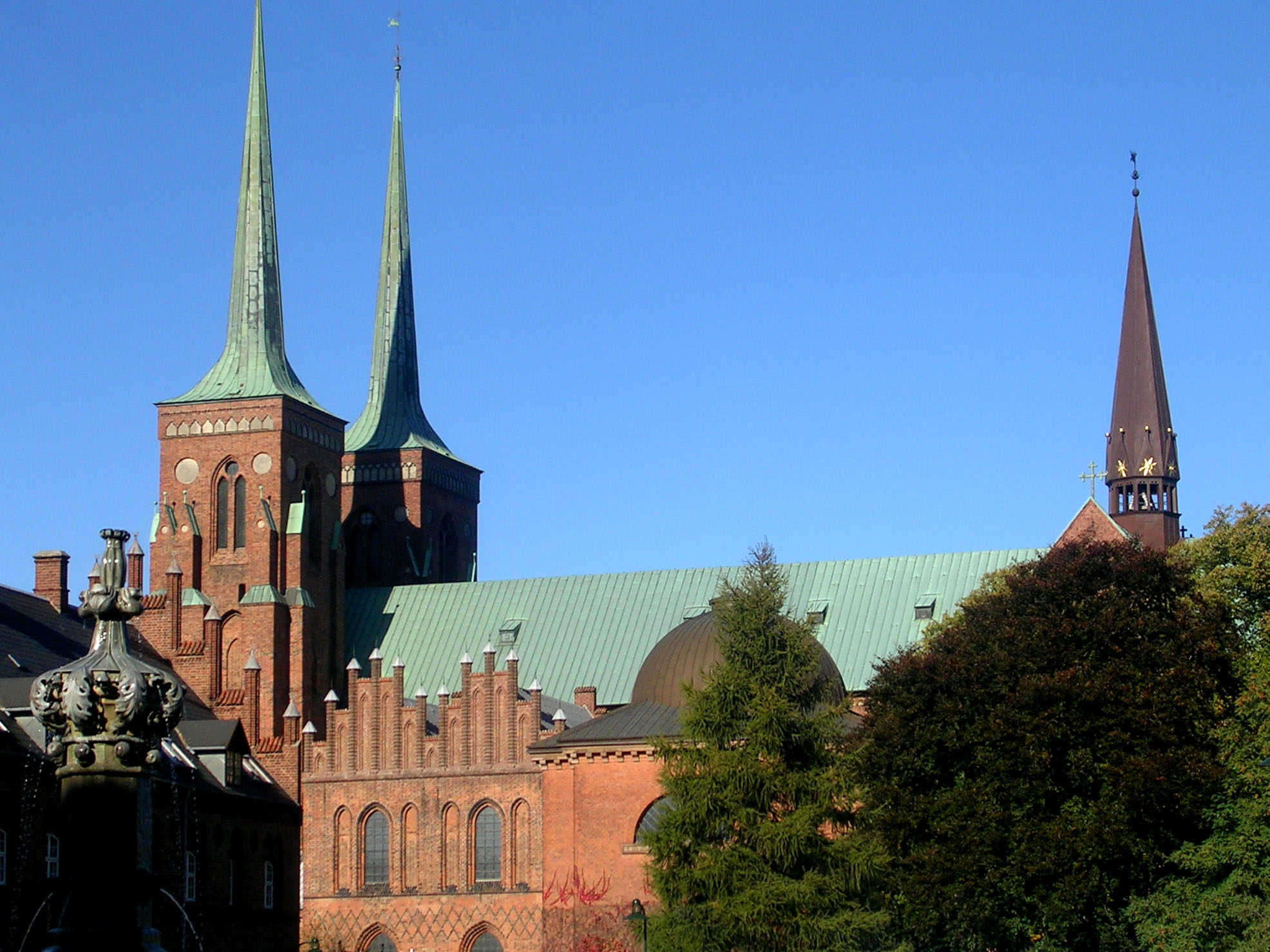
Vu du Diocèse de Roskilde

Le diocèse catholique de Roskilde (en danois : Roskildes Stift) est un diocèse de l'Église catholique romaine établi dans le royaume de Danemark vers 1022, et qui est supprimé lors de la Réforme luthérienne.

## Histoire
Le siège épiscopal est d'abord implanté à la cathédrale de Roskilde, mais à partir de 1167, lorsque l'évêque  Absalon fait édifier un nouveau palais épiscopal connu sous le nom d'Absalons borg sur la petite île  de Slotsholmen, il décide de résider dans la petite cité de  Havn, qui deviendra ensuite la capitale danoise de Copenhague.
Le diocèse inclut à l'origine l'île de Seeland et la Scanie (l'actuelle sud-ouest de la Suède, alors partie du Danemark), mais la Scanie en est séparée en 1060 et divisée entre l’éphémère diocèse de Dalby et le diocèse de Lund, qui absorbe le précédent et devient l'archidiocèse de Lund, siège métropolitain du sud de la Scandinavie.
Le diocèse est dissous lors de la Réforme luthérienne et remplacé par le diocèse luthérien de Seeland en 1537.

## Juridictions actuelles
En 1868, le diocèse catholique de Copenhague est établi avec la cathédrale saint Anschaire pour siège. En 1922, le diocèse de Seeland (en) est divisé entre le diocèse luthérien de Copenhague et le diocèse de Roskilde.

## Liste des évêques
- c. 1022-1029/30 Gerbrand (da)
- c. 1030- après 1050 Avaco/Aage
- c. 1060-1073/74 Guillaume de Roskilde (da)
- 1074–1088 Svend Nordmand
- 1088–1124 Arnold
- 1124–1134 Peder
- 1134–1137 Eskil
- 1137-1138/39 Ricco/Rike
- 1139–1158 Asser
- 1158-1191 Absalon
- 1191–1214 Peder Sunesen
- 1214/15-1224/25 Peder Jacobsen
- 1225–1249 Niels Stigsen
- 1249-1254 Jacob Erlandsen
- 1254-1277 Peder Bang
- 1278–1280 Stig (non incertain)
- 1280–1290 Ingvar
- 1290–1300 Johannes Krag / Jens Krag
- 1301–1320 Oluf
- 1321–1330 Johan / Jens Hind
- 1330–1344 Johan Nyborg / Jens Nyborg
- 1344–1350 Jacob Poulsen
- 1350–1368 Henrik Gertsen
- 1368–1395 Niels Jepsen Ulfeldt / Niels Jacobsen Ulfeldt
- 1395-1416 Peder Jensen Lodehat
- 1416-1431 Jens Andersen Lodehat
- 1431–1448 Jens Pedersen Jernskæg
- 1449–1461 Oluf Daa
- 1461–1485 Oluf Mortensen Baden
- 1485–1500 Niels Skave
- 1500–1512 Johan Jepsen Ravensberg
- 1512–1529 Lage Jørgensen Urne
- 1529–1536 Joachim Rønnow

## Source
- (en) Cet article est partiellement ou en totalité issu de l’article de Wikipédia en anglais intitulé « Roman Catholic Diocese of Roskilde » (voir la liste des auteurs).